# 마이크로소프트 플라이트 시뮬레이터 X
마이크로소프트 플라이트 시뮬레이터 X(Microsoft Flight Simulator X, 약칭 FSX)는 원래 Aces Game Studio에서 개발하고 마이크로소프트 윈도우용 마이크로소프트 게임 스튜디오에서 퍼블리싱한 2006년 비행 시뮬레이션 비디오 게임이다. 이는 마이크로소프트 플라이트 시뮬레이터 2004의 속편이자 1982년에 처음 출시된 마이크로소프트 플라이트 시뮬레이터 시리즈의 10번째 작품이다. 업그레이드된 그래픽 렌더링 엔진을 기반으로 윈도우 비스타의 DirectX 10 기능을 선보이며 마이크로소프트에서 당시 시리즈에서 가장 중요한 기술적 이정표로서 광고됐다. FSX는 DVD 미디어로 출시되는 시리즈의 첫 번째 버전이다.
출시 후 6년이 지난 2012년 12월, 게임스파이 네트워크를 통한 FSX 멀티플레이어 매치메이킹 시스템이 중단되었다. 2014년 7월 8일, 트레인 시뮬레이터의 개발자인 도브테일 게임스(Dovetail Games)는 FSX 개발과 새로운 콘텐츠 제작을 계속하기 위해 마이크로소프트와 라이선스 계약을 체결했다고 발표했다. 2014년 12월 18일, FSX: 스팀 에디션 버전의 시뮬레이터가 스팀을 통한 디지털 배포를 통해 제공되었다. FSX의 업데이트된 릴리스에는 윈도우 8.1 이상에 대한 지원과 함께 스팀을 통한 FSX 멀티플레이어 기능의 업데이트된 호스팅이 포함되어 있다.
윈도우 XP, 비스타, 7, 8 및 8.1을 지원하는 마이크로소프트 플라이트 시뮬레이터의 마지막 버전이다.

## 같이 보기
- 플라이트기어
- X플레인 (시뮬레이터)